# Parafia św. Jana Kantego w Żołyni
Parafia św. Jana Kantego w Żołyni – parafia rzymskokatolicka znajdująca się w archidiecezji przemyskiej w dekanacie Żołynia. 

## Historia
Parafia w Żołyni została erygowana przed 1508 rokiem. Gdy właścicielem tych terenów był Krzysztof Pilecki wyznawca kalwinizmu, działalność kościołów podupadła, a pobudowano zbory kalwińskie. W 1622 roku zbór w Żołyni spłonął, a na jego miejscu zbudowano kościół i 16 marca 1622 roku ponownie erygowano parafię rzymskokatolicką.. 
W 1624 roku kościół został zniszczony przez najazd tatarów. Gdy kościół został odbudowany, w 1744 roku bp Wacław Hieronim Sierakowski dokonał jego konsekracji pw. Wniebowzięcia Najświętszej Maryi Panny. W latach 1864–1886 zbudowano obecny murowany kościół, z fundacji hr. Alfreda Potockiego. W 1902 roku bp Józef Sebastian Pelczar dokonał jego konsekracji pw. św. Jana Kantego.
W latach 1985–2002 proboszczem parafii był ks. Zbigniew Głowacki.
Na terenie parafii jest 4 610 wiernych (w tym: Żołynia – 3 660, Bikówka – 215, Jagielnie – 15, Kopanie Żołyńskie – 440, Zakącie – 260).